# Массар, Майя
Ма́йя Ма́ссар (англ. Maya Massar; 27 августа 1959, Бостон, Массачусетс, США) — американская актриса

.

## Биография и карьера
Майя Массар родилась 27 августа 1959 года в Бостоне (штат Массачусетс, США).
Массар дебютировала в кино в 1994 году, сыграв роль Гвендолин в эпизоде документального телесериала «Неразгаданные тайны». В 2002 году стала лауреатом «Leo Awards» в номинации «Короткометражная драма: лучшая роль — женщина» за роль в короткометражном фильме «Сон смерти». Всего на её счету более двадцати ролей в фильмах и телесериалах, также занимается озвучиванием.
Массар была замужем за сценаристом, режиссёром и продюсером Дэвидом Массаром; они развелись в 2014 году, но сохранили дружеские отношения и продолжают поддерживать творческие проекты друг друга. Имеет двойное гражданство США и Канады.

## Избранная фильмография
| Год       |    | Русское название      | Оригинальное название   | Роль                              |
| --------- | -- | --------------------- | ----------------------- | --------------------------------- |
| 1997      | с  | Тысячелетие           | Millennium              | Высокий риэлтор                   |
| 1998      | с  | Полтергейст: Наследие | Poltergeist: The Legacy | Бешеная №1                        |
| 1998      | с  | За гранью возможного  | The Outer Limits        | Дария Майклс                      |
| 2004      | с  | Секс в другом городе  | The L Word              | Художница                         |
| 2004      | с  | Доктор Хаус           | House                   | мать мальчика, больного астмой    |
| 2009      | ф  | Незваные              | The Uninvited           | Мама                              |
| 2009—2013 | с  | Сверхъественное       | Supernatural            | Мама Гриффит / Злая ведьма Запада |
| 2010      | с  | Каприка               | Caprica                 | Хелен Гаст / Женщина              |
| 2011      | ф  | Хижина в лесу         | The Cabin in the Woods  | Мать Бакнер                       |
| 2013      | ф  | Объятия вампира       | Embrace of the Vampire  | Цыганка                           |
| 2015      | ки | Fallout 4             | Fallout 4               | Мама Мёрфи                        |